# 화릉군 묘
화릉군 묘는 대한민국 경기도 의정부시 금오동에 있다. 1986년 3월 14일 의정부시의 향토문화재 제6호로 지정되었다.

## 개요
인성군 공의 제3자인 해원군의 여섯째 아들로 현종 원년(1660)에 출생하여 영조9년(1733) 74세의 일기로 하세했다. 작위는 현록이며, 도총부 도사를 역임했고,효자정문을 받았다. 분묘는 화릉군과 부인 안동 김씨의 묘가 나란히 있으며, 묘 둘레는 낮은 호석을 둘렀고 쌍분 앞 중앙에는 묘비와 상석 향로대를 배치했다. 묘비가 꽂힌 대석은 장방형으로 연화문을 장식했고, 탄흔이 역력한 비신 뒷면에 음각된 황명숭정기원후 재갑인오월일의 기록으로 보아 묘비는 화릉군이 하세한 다음해인 영조 10년(1734)에 세웠음을 알 수 있다. 묘의 직경은 5m, 높이는 1.9m이며, 묘비의 실측치는 높이134cm, 폭58cm, 두께는 24.5cm이다. 신도비는 묘소 앞 30m지점 언덕 아래의 부대내에 위치해 있다.